# 田中益信
田中 益信（たなか ますのぶ、生没年不詳）とは、江戸時代の浮世絵師。

## 来歴
師系不明。作は奥村政信を起りとする奥村派の画風だが、政信の門人だったかどうかは明らかではない。三晴堂、善居斎、善辰斎と号す。作画期は寛保から延享の頃にかけてで、浮絵、漆絵のほか、延享3年（1746年）の大小暦を手がけたことが知られている。肉筆画の作もあり「田中益信」と署名したものが数点残る。なお作画期が明和の頃とされる益信という絵師がいるが、これは画風が鈴木春信風であり、同名の別人だろうといわれている。

## 作品
- 「七種わかやぎ曽我」　横大判紅絵　ボストン美術館所蔵　※寛保4年（1744年）1月、江戸市村座
- 「おんな楠よそおい鑑」　横大判漆絵　東京国立博物館所蔵　※延享2年（1745年）11月、市村座
- 「あふみ八けい石山の図」　横大判紅絵　ボストン美術館所蔵
- 「げんじ十二だんの図」　横大判紅絵　ボストン美術館所蔵
- 「柿本人麿」　石摺絵　ホノルル美術館所蔵
- 「太夫と禿」　紙本着色　※「大和画工三晴堂田中益信筆」の落款あり
- 「浮絵室内遊興図」　紙本着色　出光美術館所蔵　※「田中益信筆」の落款、印文不明の朱文方印あり
- 「青楼図」　紙本着色　※画中画に「田中益信」の落款と朱文方印あり